# مارك دريسكول
مارك دريسكول (بالإنجليزية: Mark Driscoll)‏ هو قس وكاتب أمريكي، ولد في 11 أكتوبر 1970 في غراند فوركس في الولايات المتحدة.

## وصلات خارجية
- الموقع الرسمي